# Гілья Рийпінен
Гілья Рийпінен (фін. Hilja Elisabet Riipinen 30 жовтня 1883, Оулу, Фінляндія — 18 грудня 1966, Гельсінкі, Фінляндія) — фінська викладачка, літераторка-публіцистка, перекладачка і політична діячка, депутатка парламенту Фінляндії. Консервативна націоналістка і антикомуністка, активна прихильниця «білих» у фінляндській громадянській війні. Належала до засновників Руху Лапуа, була видатною діячкою Патріотичного народного руху, а також активною феміністкою.

## Походження, освіта, викладання
Народилася в сім'ї поліцейського стражника Крістіана Мікліна, була старшою з восьми дітей. Сім'я відрізнялася глибокою лютеранською релігійністю, з дитинства Гілья належала до євангельської громади «Herännäisyys» («Просвітлення»). Виховувалася в дусі фінського патріотизму.
У 1902 році Гілья Міклін отримала атестат зрілості і зайнялася філологічними і літературними дослідженнями в Гельсингфорському університеті. Навчання Гільї фінансувалося за рахунок банківського кредиту. Дівчину визнали обдарованою. Вона мріяла про викладання.
З 1906 року викладала німецьку мову в загальноосвітній школі Лапуа.
У 1910 році отримала ступінь магістра.
З 1912 року стала директоркою школи. Там же Гілья познайомилася з учителем Гейккі Рийпіненом, з яким одружилася. (Гейккі Рийпінен — відомий спортсмен-гімнаст, бронзовий призер Олімпійських ігор 1908).

## Політична діяльність

### Антикомуністка
У 1918 році, під час громадянської війни в Фінляндії, Гілья Рийпінен, як лютеранка і патріотка, долучилася до «білих». У будинку подружжя Ріийпінен розташовувався шпиталь. При цьому Гілья була проти того, щоб жінки брали в руки зброю.
На війні Гілья Рийпінен перейнялася активним антикомунізмом. Протягом багатьох років нагадувала про криваву марксистську революцію і закликала не допустити її повторення. Активно виступала проти всіх лівих сил, в тому числі соціал-демократів. Жорстко критикувала марксизм як бездуховне вчення, розкладницьке суспільство, протиставляла йому традиційні принципи національного патріотизму і лютеранського християнства. Історик і політолог Каарло Суломаа зазначає, що в лівих колах Гілью Рийпінен вважали небезпечним супротивником, називали «амазонкою з білими кулаками».
У 1919 році Гілья Рийпінен вступила у праву жіночу організацію «Лотта свярд», з 1920 року очолювала одну з місцевих організацій, з 1923 року стала членом загальнонаціонального керівництва і редактором газети. При цьому постійно займала незалежну позицію, неодноразово критикувала лідера організації Фанні Луукконен. Через цей конфлікт Рийпінен була відсторонена від керівних посад в 1936 році.
У листопаді 1929 року Гілья Рийпінен виступила одним із засновників правого антикомуністичного Руху Лапуа (саме вона наполягла на його організаційному заснуванні). Рух, що об'єднав багатьох фінських селян, став авангардом правих сил Фінляндії. Рийпінен була його активним організатором і пропагандистом, найближчою соратницею Вигторі Косоли.

### Права депутатка

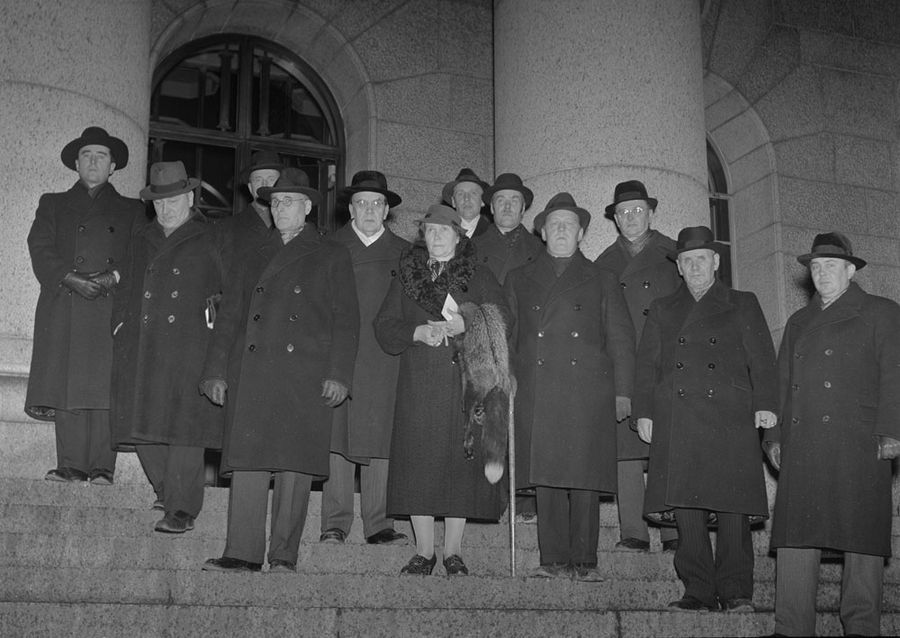
Депутати від Патріотичного народного руху. Гілья Рийпінен (в центрі) — єдина жінка фракції.

На виборах 1930 року Гілья Рийпінен була обрана в парламент за списком консервативної Національної коаліції. Представляла в партії праве крило, орієнтоване на зближення з Рухом Лапуа. Це призводило до конфліктів Рийпінен з більш помірними консерваторами.
Історик Руху Лапуа Ерккі Легтінен цитує вислів, що належав Рийпінен: «У парламенті лише один чоловік, і той — жінка». У 1933 році Гілья Рийпінен перейшла з консервативної фракції до парламентської групи правого Патріотичного народного руху. Залишалася депутатом до 1939 року.
У політичній позиції Рийпінен відчувався вплив європейських правих рухів. Вона займала жорстку антирадянську позицію, домагалася переслідувань комуністів і просовєцьки налаштованих осіб. Виступала за тісні зв'язки з латвійським урядом Улманіса, в Естонії підтримувала правий ветеранський рух. Вимагала активної допомоги Франко в іспанській громадянській війні.
Під час Зимової війни Рийпінен займала активну національну позицію, відновилася в «Лотта свярд», організовувала допомогу пораненим бійцям фінської армії. Аналогічну діяльність вела в період участі Фінляндії у Другій світовій війні.
Очолювана Рийпінен школа в Лапуа була ідеологічним осередком правих. Правий традиціоналізм Гільї Рийпінен іноді розглядається як один з ідейних джерел сучасної партії Істинні фіни.

### Феміністка і традіціоналістка
Іншим політичним акцентом Гільї Рийпінен була боротьба за рівноправність жінок. Вона активно виступала за жіночі освітні програми, державне сприяння в працевлаштуванні, пропонувала дозволити висвячування жінок в лютеранські пастори. Очолювала в партії жіночу секцію.
Як політик Гілья Рийпінен дотримувалася традиційно-патріархальних ідей. Брала активну участь в русі за тверезість, підтримувала введений Маннергеймом сухий закон і наполягала на жорстких карах за його порушення. Вимагала найжорстокіших покарань за сексуальні злочини, особливо щодо неповнолітніх.
У парламенті Рийпінен придбала репутацію «enfant terrible». У 1934 році вона на тиждень відсторонялася від засідань за образу спікера. У 1937 році публічно відмовилася святкувати 20-річчя незалежності Фінляндії, оскільки в уряді країни брали участь соціал-демократи.
Всього Гілья Рийпінен внесла в парламент десять законопроєктів, шість з яких стосувалися освітньої системи.

## Після політики

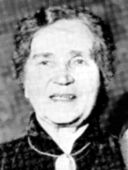

У 1939 році Рийпінен була обрана до Едускунти і знову зосередилася на «справжній роботі» (за її словами) в школі. Займалася також літературою і публіцистикою. Опублікувала одинадцять робіт з проблем жіночого руху, педагогіки, антикомунізму, історії громадянської війни і «Лотта свярд».
Після 1944 року політична обстановка у Фінляндії різко змінилася, проте Гілья Рийпонен не зазнала переслідувань. Її заслуги в галузі освіти і жіночого руху отримали офіційне визнання. У червні 1953 року отримала почесне звання від президента Паасіківі.
У 1950—1960-х роках Гілья Рийпонен не вела активної політичної діяльності, але час від часу виступала з політичними заявами. Різко критикувала президента Кекконена за поступки комунізму і зближення з СССР.
Чоловік і донька Гільї Рийпінен пішли з життя раніше, ніж вона. Гілья Рийпінен померла у своєму лапуаському будинку у віці 82 років. Похована разом з чоловіком.

## Оцінки і особистість
Гілья Рийпінен вважається однією з найяскравіших і найсуперечливіших постатей фінської політичної історії. Її біографія докладно викладена в книзі Каарло Суломаа «Hilja Riipinen — Lapuan lotta» («Гілья Рийпінен — лапуаська Лотта»). Характерною рисою Рийпінен завжди був нонконформізм, завзяте відстоювання своєї позиції в протиріччі навіть з більшістю однодумців.
Жорсткість її характеру увійшла в приказку і відбилася в прізвиську «Hurja Hilja» — «Люта Гілья». Стиль політичних виступів Рийпінен нагадував релігійні проповіді, в зв'язку з чим в політичних колах, особливо в патріотичному народному русі її називали «Ylipapittareksi» — «Верховна жриця».
В характері Гільї Рийпонен відмічалося парадоксальне поєднання енергійної активності, перфекціонізму, розуміння життя як постійної боротьби — з інтровертністю, сильним почуттям самотності. Парадоксально виглядали також її щиро пацифістські настрої на тлі доволі жорстких націоналістичних поглядів.
Головними захопленнями Гільї Рийпінен все життя залишалися література і театр.